# Sandro Sirigu
Sandro Sirigu (Ulm, 7 de outubro de 1988) é um ex-futebolista profissional alemão de ascendência italiana que atuava como lateral-direito.

## Carreira
Sirigu começou a carreira no SSV Ulm. Em 2013, ele assinou um contrato de quatro anos com o Darmstadt 98. Em 2017, Sirigu estendeu seu contrato para mais dois anos.

## Títulos
- 2. Bundesliga: 2014–15 (Vice-campeão)
- Regional Cup Hessen: 2013–14 (Vice-campeão)